# 赤い洗面器の男
赤い洗面器の男（あかいせんめんきのおとこ）は、脚本家・三谷幸喜の作品においてしばしば登場する小咄。何故か赤い洗面器を頭に乗せた男がおり、彼がその理由を明かすという結末（オチ）に差し掛かった時点で必ず何らかの出来事が発生し、それらが語られずに終わる。この小咄が登場する劇中でのシュチュエーションは状況や人物にほぼ統一性はないが、ジョークや笑い話として紹介されることは一致している。また、基本は話そのものがそこで終わってしまう（その場の全員がオチを聞けなかった）という流れであるが、オチ自体は話されており、主人公や視聴者のみ何らかの理由で聞き取れないという演出もある。
三谷によれば、オチは用意されているが、今まで作品内でオチが明かされたことはなく、三谷による作品解説などでも行われたことはない。『警部補・古畑任三郎』の『すべて閣下の仕業』のDVD特典映像では、元ネタはイスラエルのジョークだと述べられているが、この解説自体がジョーク的な内容となっており、信憑性がない。
初出は『警部補・古畑任三郎』第11話「さよなら、DJ」であり、以後、同シリーズでよく登場し、主人公の古畑（田村正和）が毎回聞き逃すオチとなっている。

## 内容と登場作品
作品によって多少差異があるが、概ね以下のプロットである。

### 『古畑任三郎』

#### 第11話「さよなら、DJ」
中浦たか子（桃井かおり）が、自身のラジオ番組のオープニングとエンディングで話す。
ラジオ番組開始部分：
ラジオ番組終了部分：
DJルームに逮捕しに来た古畑の姿を見つけ、真相を解明された確信による動揺で間延びしたため、オチまで間に合わずに番組が終了し、オチは明かされない。
真相が解明された後、連行する前に古畑が「どうして男は頭に赤い洗面器をのせていたのですか?」と話のオチを中浦に尋ねるが、「やだ。」「この続きは、墓場まで持ちこんでやる。」と拒絶されて、やっぱりオチは明かされない。

#### 第21話「魔術師の選択」
マジッククラブの創立10周年パーティーで、マジシャンの倉田勝男（池田成志）が恋人の毛利サキ（松たか子）に話す。
ここで倉田が倒れて死亡し、オチが明かされない。

#### 第25話「消えた古畑任三郎」
古畑に捕まった中浦たか子が再登場し、刑務所の面会室で話す。
ここで看守が中浦を呼びに来たため話が中断し、オチが明かされない。

#### 第38話「最も危険なゲーム・後編」
正体は過激な動物保護団体SAZのリーダーである日下光司（江口洋介）が、職務に忠実な武藤田（佐々木功）を見て古畑に話す。
ここで武藤田が倒れたため話が中断し、オチが明かされない。

#### 第39話「すべて閣下の仕業」
南米某国（スペイン語圏）の日本大使館において、世界中のジョークを知っているという現地人の客が、その1つとして大使館スタッフたちに話す。
これはスペイン語で語られたために、日本語しかわからない古畑（と視聴者）は、オチが不明という演出が取られている。そのため、三谷はDVDの特典映像による作品解説で「スペイン語を訳すとオチがわかる」と説明しているが、上記のように劇中に登場した部分だけでは日本語に訳してもオチは不明なままとなっている。ただし、劇中では話自体が中断されたわけではないため（オチが話されているだろう場面が描写されていないだけのため）、聞き手の大使館スタッフらはオチを聞いたことになっている。

#### 「すべて閣下の仕業」の特典映像
三谷が「赤い洗面器の男」の解説とオチを明かすとして、「あなたはどうして赤い洗面器を頭にのせて歩いているんですか」まで話した後、ノイズが入り画面が砂嵐になる。

### 『王様のレストラン』第7話
外交交渉で極度の緊張状態にある中、場を和まそうとレストランのパトロン兼従業員でもある原田禄郎（筒井道隆）が、客の外交官・政治家らに話す。しかし、緊張のあまりオチを忘れてしまう。

### 『ラヂオの時間』の映像特典（サウンドライブラリー）
ラジオ弁天の「ミッドナイトジャパン」で中浦たか子が話す。
ここでラジオ弁天のアタックが流れ、映像が終了してオチが明かされない。

## 小咄のオチ
前述のとおり、赤い洗面器の男のオチは、今のところ一切語られていない。
ネット上の意見として、赤い洗面器を「あかせん」と略して「頭に乗せる理由は明かせないという説」や、洗面器や水が落ちることがないので「落ちない→話のオチは無い」とする牛の首や鮫島事件の類とする説がある。
バーグマン田形は、世にも奇妙な物語の『ズンドコベロンチョ』のようにオチはなく、視聴者や頭脳明晰な古畑でさえ翻弄される滑稽さを楽しむものだろうとしつつも、三谷は「オチは存在する」と話すことからジョークだとしてもユーモアセンスに長け、人を喰ったような性格の彼なら、納得のオチを用意しているかもしれないとしている。

## 登場した作品（一覧）
- 古畑任三郎
  - 第11話「さよなら、DJ」（初出）
  - 第21話「魔術師の選択」
  - 第25話「消えた古畑任三郎」
  - 第38話「最も危険なゲーム・後編」
  - 第39話「すべて閣下の仕業」
- 王様のレストラン
  - 第7話「笑わない客」
- 竜馬におまかせ!
  - 第12話「涙! サヨナラの笑顔 竜馬暗殺!!」
- ラヂオの時間
  - DVD特典映像のサウンドライブラリー